# Zhang Yimeng
Zhang Yimeng, född den 22 oktober 1983 i Meigu, Kina, är en kinesisk landhockeyspelare.
Hon tog OS-silver i damernas landhockeyturnering i samband med de olympiska landhockeytävlingarna 2008 i Peking.